# Manners Sutton
Manners Sutton es una parroquia canadiense situada en la provincia de Nuevo Brunswick.

## Superficie
Manners Sutton tiene una superficie de 524,75 km².

## Demografía
En 2021, tenía 1920 habitantes, una densidad poblacional de 3,7 hab./km², y 1067 viviendas.